# Пашер, Адольф
Адольф Пашер (нем. Adolf Alois Pascher; 31 мая 1881, Туссет, Австро-Венгрия — 7 мая 1945, Хиршберг-ам-Зее, Чехословакия) — немецкий ботаник, один из ведущих альгологов своего времени.

## Биография
Адольф Пашер родился 31 мая 1881 года в городе Туссет в Австро-Венгрии (ныне Стожец, Чехия) в семье учителя Йозефа Пашера (1847—1927) и Розы Пашер (1857—1900). 
В 1900 году окончил среднюю школу в Круммау (ныне Чески-Крумлов), поступил в Пражский университет.
В 1905 году стал доктором философии. С 1909 по 1912 год Пашер изучал лекарственные растения. 
С 1912 по 1927 год преподавал ботанику в различных университетах Европы, в частности, в Немецком техническом университете в Праге. 
В 1927 году был назначен директором Пражского ботанического института и Ботанических садов. 
В начале 1930-х годов Пашер был одним из «коричневорубашечников», по этой причине не издавал научных работ с 1933 по 1938 год. 
В 1939 году Пашер продолжил изучать альгологию. 
7 мая 1945 года, после поражения фашистского режима в Германии, Адольф Пашер застрелился.

## Роды и некоторые виды организмов, названные в честь А. Пашера
- Pascherella W.Conrad, 1926
- Pascheriella Korshikov, 1928 [syn.  Pascherina P.C.Silva, 1959]
- Pascherinema G.De Toni, 1936
- Caespitella pascheri Vischer, 1933
- Chromulina pascheri Hofen., 1913
- Chrysocapsa pascheri Fritsch, 1927
- Chrysococcus pascheri Lohmann
- Conradiella pascheri W.Conrad, 1926
- Euglena pascheri Svirenko, 1915
- Eutreptia pascheri Skvortzov, 1931
- Glenodinium pascheri Suchlandt, 1916 [syn.  Woloszynskia pascheri (Suchlandt) von Stosch, 1973]
- Leukochrysis pascheri Bourr.
- Phaeaster pascheri Scherff., 1927
- Scytonema pascheri Bharadwaja, 1934
- Sphaeraspis pascheri J.Schiller
- Spirogyra pascheriana Czurda, 1932
- Thallochrysis pascheri W.Conrad
- Trachelomonas pascheri Koczw., 1915
- Trachelomonas pascheriana Skvortzov, 1925 [syn.  Strombomonas pascheriana (Skvortzov) Deflandre, 1930]
- Urceolus pascheri Skvortzov, 1925